# Paral·lel (metropolitana di Barcellona)
Paral·lel è una stazione delle linee 2 e 3 della metropolitana di Barcellona. Questa stazione è il capolinea anche della Funicular de Montjuïc.
La stazione fu inaugurata nel 1970 come fermata della Linea III con la denominazione Pueblo Seco (poiché si trova nel quartiere omonimo, Poble Sec). Nel 1975 divenne stazione di scambio tra le linee III e IIIB, fino al 1982 quando le due linee furono unificate nella linea 3. In quel momento la stazione assunse l'attuale denominazione di Paral·lel.
Le banchine della L2, di cui costituisce il capolinea, furono inaugurate nel 1997.

## Accessi
- Avinguda del Paral·lel - Carrer del Nou de la Rambla (accesso sud)
- Avinguda del Paral·lel - Ronda de San Pau (accesso nord)